# 131 a. C.
El año 131 a. C. fue un año del calendario romano prejuliano. En el Imperio romano, fue conocido como el año 623 Ab Urbe condita.

## Acontecimientos
- Aristónico de Pérgamo dirige una rebelión en contra de Roma, y el cónsul Publio Licinio Craso Dives Muciano muere en la refriega.
- El censor romano Quinto Cecilio Metelo Macedónico intenta eliminar al tribuno Gayo Atinio Labeo Macerio del Senado, Atinio lo arrastra para lanzarlo de la roca Tarpeya, y Metelo se salva solo por la intervención de otros senadores.
- El tribuno Cayo Papirio Carbón legisla permitiendo el uso del voto secreto en las asambleas legislativas.
- La primera Acta Diurna (especie de Diario Oficial) aparece en Roma alrededor de este tiempo.